# Logical Block Addressing
Logical Block Addressing (LBA) je v informatice metoda, při které se ve vnější paměti jednotlivé logické bloky s daty číslují lineárně (postupně) od 0 (nuly). Jeden logický blok (někdy též sektor) má v pevných discích velikost 512 bajtů, avšak SSD disky jej mají 1024 bajtů a optická média 2048 bajtů (CD-ROM, DVD). Metoda adresace logických bloků pomocí LBA je nástupcem metody Cylindr-Hlava-Sektor (CHS), která byla používána dříve.

## Implementace
První logický blok na disku má adresu 0 (nula), další 1 atd. V základní variantě LBA je délka adresy 28 bitů, je tedy možné adresovat až 228 sektorů, což při velikosti logického bloku 512 bajtů znamená maximální kapacitu disku 128 GiB. Pro větší pevné disky je používán nový standard ATA (konkrétně ATAPI-6, resp. ATA 100), který zavádí 48bitovou LBA adresu, takže je možné adresovat až 128 PiB (128 miliónů GB pro logické bloky velikosti 512 bajtů).

## Historie
V počítačích IBM PC kompatibilních byla od počátku pro adresaci logických bloků dat používána metoda Cylindr-Hlava-Sektor (CHS), která přímo odrážela fyzickou strukturu pevného disku. Tato metoda obsahovala limity, které omezovaly velikost disku na 100 MB. Kvůli jednoduchému překonání tohoto limitu byla zrušena přímá vazba CHS adresy na fyzickou strukturu disku. V CHS adrese se uváděl vyšší počet hlav (až 64) a výsledná fyzická adresa adresovaného logického bloku s daty byla v řadiči uvnitř disku přepočtena. Tato metoda umožnila adresovat až 7,8 GB disky bez toho, aby bylo nutné měnit kód obslužných rutin obsažených v BIOSu počítače, který pro přístup k datům využíval operační systém DOS.
Fyzická konstrukce disku se již v adresaci přestala projevovat a operační systém tak již nemohl dostatečně exaktně provádět optimalizace přesunu hlaviček pevného disku. Proto se pouze předpokládá, že blízké LBA adresy se nacházejí na disku též blízko u sebe nebo že nižší LBA adresy se nacházejí blíže ke středu disku (začátek) a vyšší adresy na vnějším okraji (konci) disku. V moderních pevných discích navíc není konstantní počet logických bloků na všech stopách, protože jejich počet je měněn tak, aby byla zachována optimální hustota zaznamenaných dat (tj. vnitřní stopy obsahují méně logických bloků, než stopy na vnějším okraji, které jsou delší a mohou obsahovat více logických bloků). Všechny tyto skutečnosti vedly k zavedení NCQ u SATA disků, kdy o optimalizaci operací rozhoduje sám disk, který ví, jaká je přesná fyzická struktura disku.
LBA bylo do ATA zavedeno po vzoru SCSI disků, které byly dražší, výkonnější (zpočátku i s vyššími kapacitami) a používaly se zejména v serverech nebo pracovních stanicích.